# Martrin
Martrin település Franciaországban, Aveyron megyében. Lakosainak száma 234 fő (2022. január 1.). Martrin Coupiac, Montclar, Saint-Juéry, Saint-Sernin-sur-Rance és La Serre községekkel határos.

## Népesség
A település népességének változása:
| Lakosok száma | 366  | 272  | 241  | 219  | 237  | 234  | 226  | 222  | 219  | 234  |
|               | 1968 | 1982 | 1990 | 2006 | 2013 | 2015 | 2017 | 2019 | 2020 | 2022 |